# Субботин, Максим Семёнович
Максим Семёнович Субботин (5 августа 1848, Корчевской уезд, Тверская губерния — 13 сентября 1913, Севастополь, Таврическая губерния) — русский хирург, профессор Императорской военно-медицинской академии.

## Биография
М. С. Субботин родился 5 августа 1848 г. в с. Новоселье Корчевского уезда Тверской губернии в крестьянской семье.
В 1873 г. окончил Императорскую медико-хирургическую академию со степенью лекаря.
В 1876—1877 г. находился в действующей армии.
В 1878 г. удостоен степени доктора медицины за диссертацию «К вопросу о развитии энхондром в костях». Следующие 3 года находился в заграничной командировке, после которой в 1881 г. был назначен доцентом по хирургии в академии. С 9 апреля 1882 г. одновременно исполнял должность врача Императорской Николаевской военной академии.
В 1884—1889 гг. заведовал кафедрой факультетской хирургии, в 1889 г. — кафедрой госпитальной хирургии Харьковского университета.
12 января 1890 года утверждён в должности заведующего 2-м хирургическим отделением и профессора кафедры хирургической патологии Императорской Военно-медицинской академии, которую возглавлял до 1908 г.
Умер 13 сентября 1913 г. в Севастополе; похоронен там же.

## Научная деятельность
Наряду с М. М. Кузнецовым и П. И. Дьяконовым, принадлежит большая заслуга в переходе клинической хирургии с антисептических на асептические методы лечения: им была осуществлена реконструкция клиники, что привело к снижению послеоперационной летальности в 3 раза. Изобрёл дренаж-отсос для активной аспирации гноя из ран и полостей, разработал метод активной аспирации при эмпиеме плевры.
Систематизировал курс хирургической патологии.

### Избранные труды
- Субботин М. С. Антисептика и асептика : Рациональное устройство операционных и палат для хирургических больных. — СПб.: журн. «Практич. медицина» (В. С. Эттингер), 1911. — 20 с. — (Отт. из изд.: «Русская хирургия». — 1910. — Отд.6, в.30).
- Субботин М. С. Геморрой, его признаки, причины и лечение. — СПб.: тип. В. С. Эттингера, 1898. — 44 с. || . — 2-е изд. — СПб.: журн. «Практич. медицина» (В. С. Эттингер), 1907. — 47 с.
- Субботин М. С. К вопросу о развитии энхондром в костях : Дис. … д-ра мед. — СПб.: тип. Я. Трея, 1878. — 21 с.
- Субботин М. С. Лечение геморроя насильственным растяжением заднего прохода и прямой кишки : Докл. 3-му съезду общ. рус. врачей в память Пирогова 1889 г., с прибавлением прений. — Харьков: тип. А. Дарре, 1889. — 16 с.
- Субботин М. С. Об исправлении горбов при бугорчатке позвоночника по способу Calot : Доклад, чит. в торжественном соединённом заседании в память Н. И. Пирогова о-в Пироговск. хирургич., рус. врачей, практич. врачей и медико-хирургич., 23.11.1897. — СПб.: тип. Я. Трей, 1898. — 14 с. — (Отт. из газ. «Врач». — 1898. — № 1).
- Субботин М. С. Общая хирургическая патология и терапия : Лекции. — Харьков: тип. кн. маг. Д. Н. Полуехтова, 1887. — 102 с.
- Субботин М. С. Подвижная асептическая операционная с необходимыми принадлежностями и демонстрациею их. — СПб.: тип. М-ва пут. сообщ., 1894. — 4 с. — (Извлеч. из «Трудов 5-го съезда О-ва рус. врачей в память Н. И. Пирогова»).
- Субботин М. С. Руководство к общей хирургии. — СПб.: тип. В. С. Эттингера, 1894—1902. — Т. 1—3. || . — 2-е изд. — 1902.
- Субботин М. С. Самозаражение ран и подкожный шов : Доклад, чит. с предъявлением шва на оперированных и моделях в Пироговск. хирургич. о-ве в марте 1899 г. — СПб.: тип. Я. Трей, 1899. — 8 с. — (Отт. из газ «Врач». — 1899. — № 23).

## Комментарии
1. ↑  Село Новоселье находилось во 2-м стане Корчевского уезда близ правого берега Волги в 5 км от Корчевы и насчитывало в 1859 году 89 дворов (764 жителя)[3]. С образованием Иваньковского водохранилища село утрачено; ныне — территория Конаковского округа Тверской области (остров Уходово)[4].